# Aceña (Caminomorisco)
Aceña es una alquería del concejo de Caminomorisco, comarca de Las Hurdes, en la provincia de Cáceres, Comunidad Autónoma de Extremadura (España).

## Toponimia
El topónimo deriva del árabe السانية (as-Sānīa, «la aceña» o «la noria»).